# Дреґ-королева

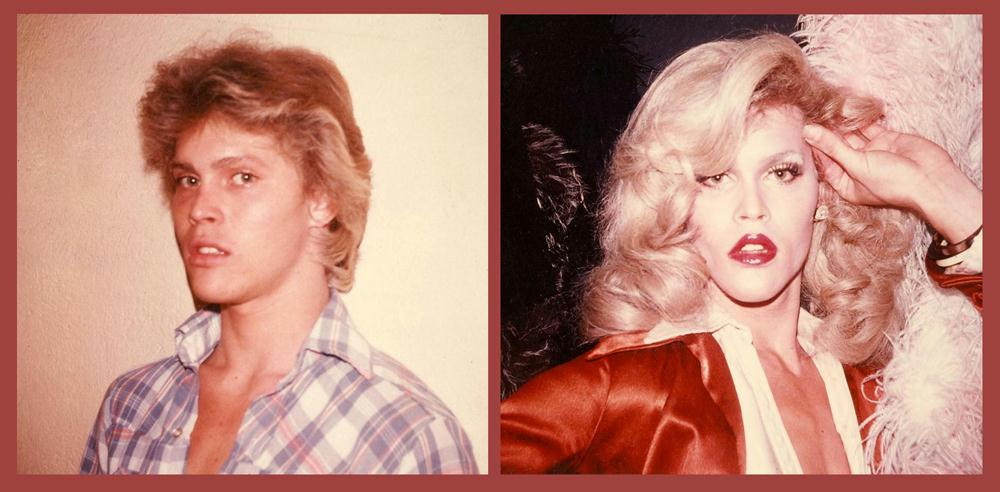
Логан Картер (1954—1988), також відомий як Роксен Рассел, в Маямі в 1975 році.

Дреґ-королева, дреґ-квін (англ. drag queen) — людина, зазвичай чоловік, що одягається в дреґ (одяг, притаманний протилежній статі) і часто поводитися перебільшено жіночно та в рамках жіночої гендерної ролі. Зазвичай ці люди перебільшують певні риси, такі як макіяж та вії, для комедійного, драматичного чи сатиричного ефекту. Хоч дреґ здебільшого асоціюють з геями та гей-культурою, існують дреґ-митці всіх статей та орієнтацій. Є багато видів митців дреґу і вони дуже різняться між собою: від професіоналів, які грали в кінострічках, до людей, що роблять це одноразово, чи тих, хто просто надає перевагу одягу та макіяжу протилежної статі у їхній культурі. Дреґ-королеви дуже різняться класом і культурою. Іншими виконавцями дреґу є дреґ-королі (англ. drag king) — жінки, що грають в чоловічих ролі та одязі, штучні королеви (англ. faux queen) — жінки, що пародіюють дреґ-королев, та штучні королі — чоловіки, що пародіюють дреґ-королів.
Люди займаються дреґом з різних мотивів: самовираження, комфорт, трансвестичний фетишизм, духовні причини, а також високопрофільна гра та видовищність. Дреґ може слугувати творчим виплеском, засобом самодослідження та способом висловлення культурних повідомлень. В той час як загальна публіка може бути знайома здебільшого з «високим дреґом» професійних виконавців, дреґ є також складовою повсякденного життя та вуличної культури для багатьох гендерних нонконформістів та гендерваріативних людей, які не обов'язково вважають те, чим вони займаються, дреґом. Діяльність сценічних чи вуличних дреґ-королев може містити виконання під фонограму, спів наживо, танці, участь в заходах на кшталт гей-парадів, дреґ-карнавалів, чи в закладах типу кабаре та нічних клубів. Деякі дреґ-виконавці також беруться до роботи ведучими нічних клубів, приватних вечірок та інших заходів. Серед відомих дреґ-королев є: Дівайн, Дейм Една Евередж, Леді Банні, РуПол, Б'янка дель Ріо, Рейвен, Ража Ґеміні, Джикнс Монсун, Шерон Нідлз, Віллам, Вайолет Чачкі, Аліса Едвардз, Шенджела Лакуіфа Уодлі, Маніла Лузон, Кортні Акт, Перл Ліейзон, Джекі Біт, Адор Делано, Тайра Санчез, Тріксі Мател, Катя Замолодчикова, Наомі Смолз, Кім Чі, Боб зе Дреґ Куін, Сорґі Сор, Ейсід Бетті, Кончіта Вурст, Вєрка Сердючка. 

## Термінологія

### Дреґ-королева
Етимологія терміна «дреґ-королева» є спірною. Цей термін з'явився в поларі — підмножині англійського сленгу, що був популярний в деяких гей-спільнотах на початку 20-го століття. Проте у письмі його вжили вперше у 1870 році, для позначення одягнених у жіноче вбрання акторів.
Згідно народної етимології, термін drag є акронімом від «Dressed Resembling A Girl» — «одягнений як дівчина» — з опису чоловічого театрального трансвестизму.
Королева (англ. queen) може стосуватись рис королівської вишуканості, які притаманні багатьом виконавцям дреґу (чи вони є частиною їхньої особистості, чи сценічного персонажа). Також цей термін має стосунок до старого англійського слова «quean» чи «cwene», початковим значенням якого було просто «жінка», та яке згодом вживалось для позначення зрадливої жінки чи гомосексуального чоловіка.
Дреґ (англ. drag — тягтись, волочитись), як термін для позначення жіночого вбрання, що одягають чоловіки, не має такого чіткого походження. Згідно з однією з теорій, його було вжито стосовно трансвеститів щонайраніше у 18-му столітті, через те, що їхні спідниці зазвичай тяглись землею. Ще одною ймовірністю є те, що цей термін походить від слова «спідниця» ромською, яке трапляється в кількох ромських діалектах північної Європи як daraka та jendraka.

### Уособлювач жінки
Ще одною назвою дреґ-королеви є уособлювач жінки (англ. female impersonator), щоправда, деколи його вважають неточним, оскільки не всі сучасні виконавці дреґу мають на меті йти за жінку. Уособлювання жінки було і є нелегальним в деяких місцях, що надихнуло дреґ-королеву Хосе Сарріа роздати своїм друзям наліпки «Я хлопець», аби не бути звинуваченим в уособлюванні жінки. Американська дреґ-королева РуПол якось сказав, що «я не уособлюю жінок! Скільки ви знаєте жінок, що носять семидюймові підбори, чотирифутові перуки та тонкі, наче шкіра, сукні?». Він також додав: «Я не одягаюсь, як жінка; я одягаюсь, як дреґ-королева!».
Деякі виконавці наголошують на тій відмінності, що уособлювачі жінок намагаються копіювати конкретну відому жінку, в той час як дреґ-королеви мають на меті створення власної жіночної персони.

### Дреґ та трансвестизм

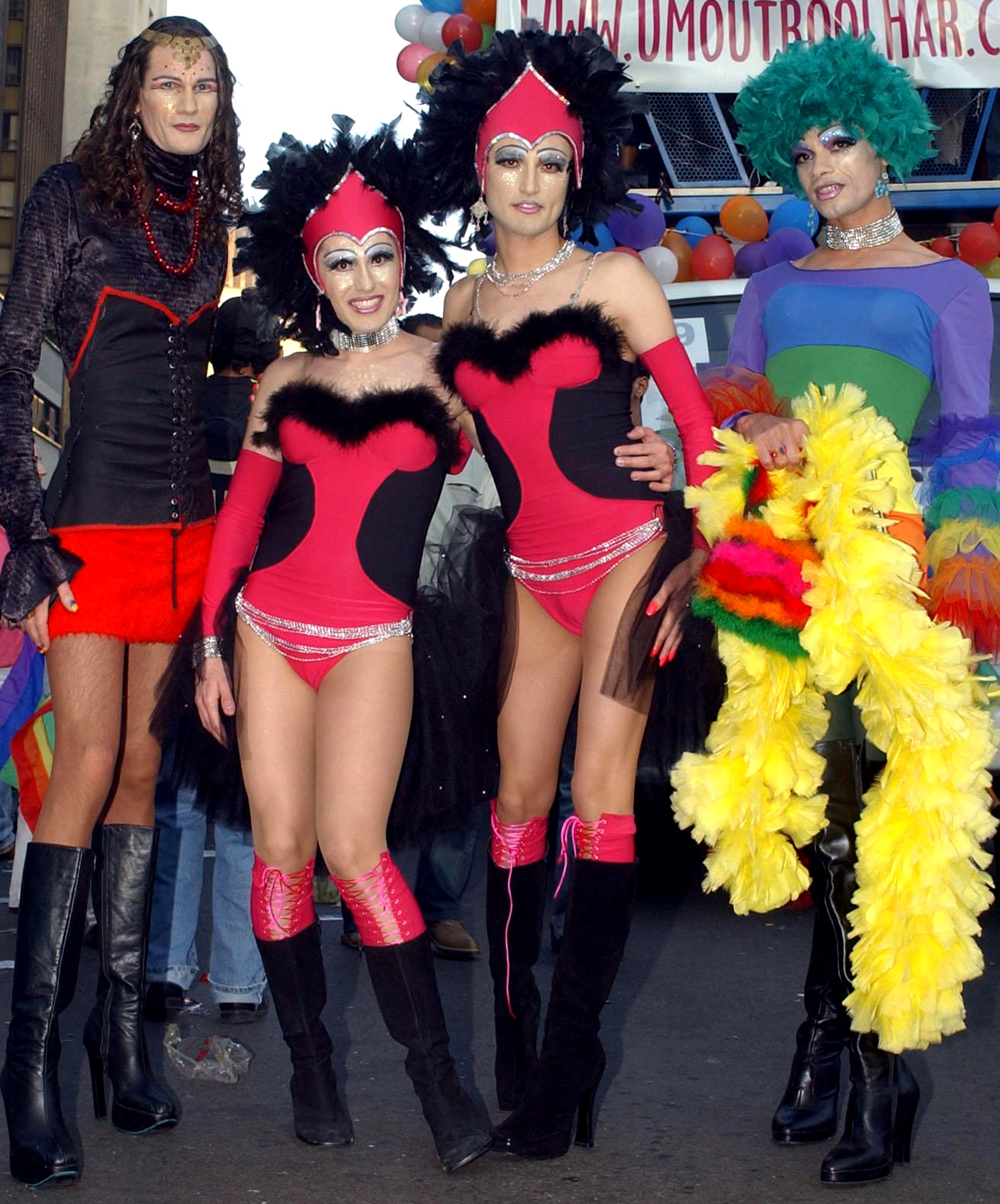
Дреґ-королеви під час параду в Сан-Паулу, Бразилія.

Часом дреґ-королев називають трансвеститами, хоча цей термін не має серед них особливої підтримки, а також має багато інших значень. Причиною є відмінності між дреґ-королевами та трансвестичними фетишистами. Термін «дреґ-королева» зазвичай позначає перевдягання з метою розваг та самовираження, тому він не є точним способом описати людей, що перевдягаються лише задля задоволення трансвестичного фетишу, що є в основному приватним сексуальним заняттям чи ідентичністю. А вже ті люди, чия мотивація для трансвестизму не є першочергово сексуальною, і хто перевдягається у повсякденному житті, часто не наслідують надмірностей жанру дреґ-королев, принаймні у щоденному вбранні; такі люди можуть, а можуть і не ідентифікувати себе дреґ-королевами.

### Альтернативна термінологія
Також існують виконавці, які воліють називати себе «гендерними ілюзіоністами», які власне і розмивають межу між трансгендерами та дреґ-королевами. Зазвичай трансгендерні виконавці не вважають себе дреґ-королевами, а дреґ-королеви не вважають себе ілюзіоністами, проте, як багато в чому, є винятки.
Багато дреґ-королев надають перевагу зверненню «вона», перебуваючи в образі, деякі протестують проти звернення на їхнє справжнє ім'я. Винятком є дреґ-виконавець РуПол, якому байдуже, який саме займенник вживають при зверненні до нього. З його слів, «Ви можете кликати мене він. Можете кликати мене вона. Можете кликати мене Реджіс і Кейті Лі; Мені байдуже!».
Термін тренні був прийнятий дреґ-виконавцями, зокрема РуПол, та чоловічою гей-спільнотою в США, проте вважається образливим серед більшості трансгендерів та транссексуалів. У трансгендерній спільноті, цей термін сприймають як принизливий, внаслідок чого вжиток цього терміна пішов на спад.

### Дреґ та театр
Чоловіки були зобов'язані грати жінок у ранньому театрі, оскільки останнім заборонялось грати на сцені. Перша задокументована поява жінки на професійній сцені відбулась в Англії аж у 1660 році. Одним з фактів про чоловічу гру жіночих ролей була їхня нездатність народжувати. Цей факт підтримує теорію, що справжнім походженням слова queen є якраз kween, «неплідна корова». Цей термін носив подвійне значення, оскільки чоловіки багато разів виконували роль королеви у виставі.

## Імена дреґ-королев
Є різні типи імен у дреґу, проте більшість з них припадають на дві категорії. Перша це сатиричні імена, базовані на грі слів: Міс Андерстуд (англ. Miss Understood, від слова «misunderstood» — неправильно зрозумілий), Шерон Нідлз (англ. Sharon Needles, співзвучно з «sharing needles» — голки спільного вжитку). 
Друга категорія це імена, орієнтовані на гламур та екстравагантність: Леді Шаблі, БеБе Захара Беней, Ша Ша Шейкспір, Дейм Една Евередж, Чі Чі ЛаРу та ін.
Інші види можуть мати глибоку передісторію, культурну чи географічну значимість, або й просто бути жіночою формою власного чоловічого ім'я. До таких видів належать: Вєрка Сердючка, Ража Ґеміні, Міс Коко Перу, Бетті Баттерфілд, Джинкс Монсун та Дівайн.
Дреґ-королева може обрати ім'я самостійно, або отримати його від друга чи «дреґ-мами». Також вони можуть з різних причин змінювати свої імена або взагалі мати кілька імен одночасно.
Окреме клубне амплуа дрег-королев нині більш відоме під терміном ЛГБТ травесті в Україні.

## Мистецтво дреґу

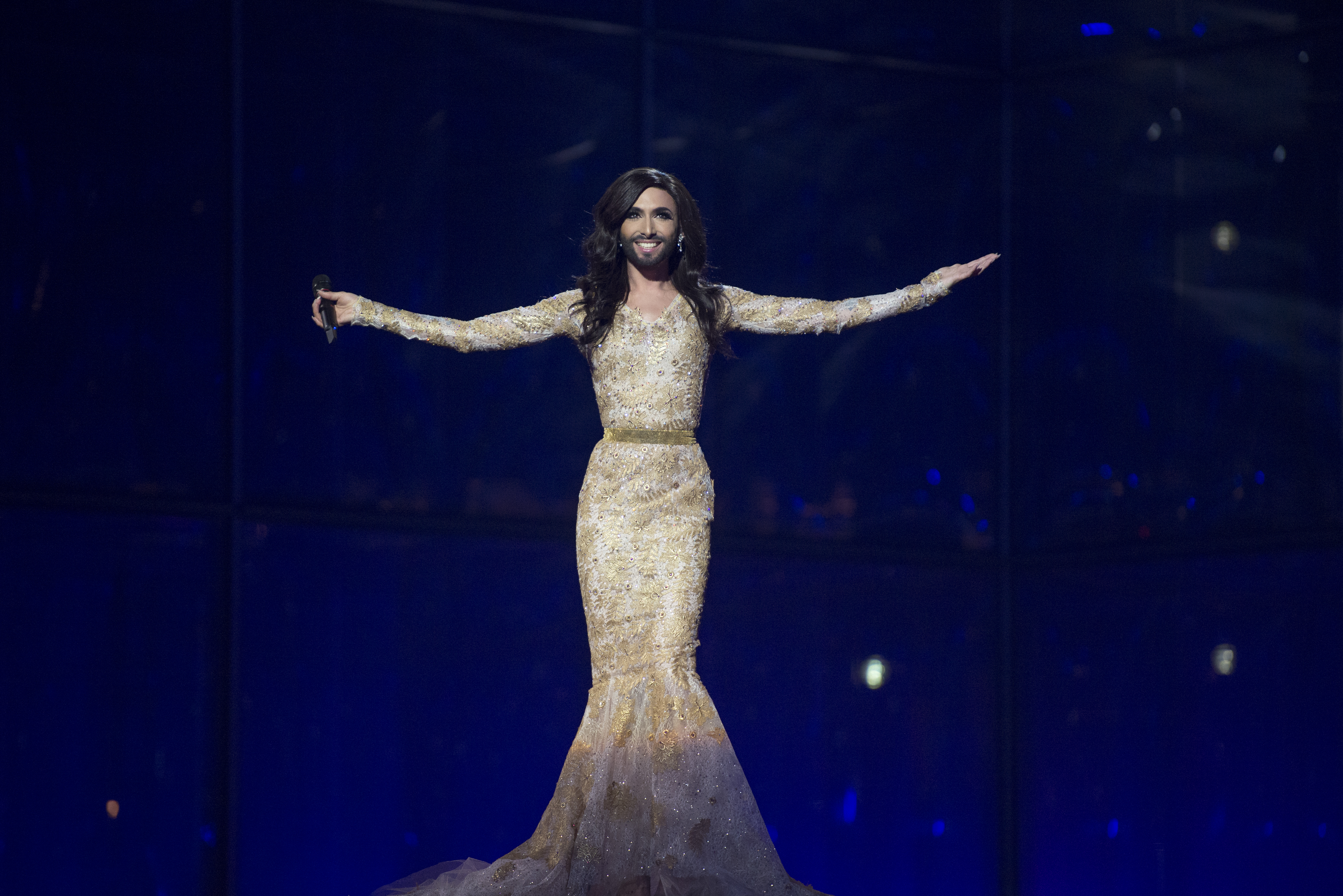
Кончіта Вурст, переможець Євробачення-2014

Процес перевтілення у дреґ чи в персонажа може займати години. Своїм виглядом дреґ-королева може прямувати до певного стилю, втілення якоїсь зірки чи передання певного повідомлення. Зачіска, макіяж та строї є найбільш важливими основами для дреґ-королев.
Як частина мистецтва, багато зусиль та творчості йде на перетворення у дреґ-королеву. Нанесення макіяжу є необхідним для досягнення більш жіночного вигляду. Основа макіяжу допомагає створити чисте полотно, покриваючи усі зморшки, вади та плями. Щойно чисте полотно створене, для драматичності накладають декоративні тіні. Дреґ-королеви використовують багато накладних вій для надання погляду більшої інтенсивності. Нашаруванням різних відтінків тіней, бронзерів та рум'ян створюють остаточне обличчя дреґ-королеви. Оскільки більшість дреґ-королев складають чоловіки, техніка контурування є вкрай важливою у творенні високих вилиць, тендітнішого обличчя та меншого носа. Багато дреґ-королев також одягають перуки чи накладні пасма. Не обійтись і без строїв: залежно від заходу та образу на меті дреґ-королеви, строї можуть складатись, наприклад, з яскравої блискіткової сукні, плямистого трико чи хутряного пальта. Дреґ-королеви схильні до значно перебільшеного і гіпер-сексуалізованого образу зі значною кількістю косметики, на противагу типовій жінці.
У своєму завершеному вигляді дреґ-королеви часто йдуть до клубів чи барів, де зазвичай виконують «дреґ-шоу». Багато дреґ-королев займаються перевдяганням для різних шоу за оплату, проте є й такі, що мають іншу постійну роботу, а дреґом займаються як хобі.

## У кінематографі
- 1937 — «На поверх вище», фільм виробництва Польщі, перший фільм в дреґ-стилі, з Еуґеніушем Бодо.
- 1953 — Глен або Гленда, один з найвідоміших творів класики Еда Вуда, де він грав і Глена і Гленду.
- 1954 — Світле Різдво, класична стрічка Ірвіна Берліна, де, одягнені в дреґ, співали Денні Кайє та Бінґ Кросбі.
- 1959 — В джазі лише дівчата, з Мерилін Монро, Тоні Кертісом та Джеком Леммоном.
- 1967 — Ретельно модернова Міллі[en], американський мюзикл з Джулі Ендрюз, Джеймсом Фоксом, Мері Тайлер Мур, Керол Ченнінг[en], Джоном Гевіном та Беатріс Ліллі[en]. Персонаж Фокса одягнувся в дреґ, щоб дізнатись, що трапилося з персонажем Тайлер Мур.
- 1969 — Похоронна процесія троянд з Пітером.
- 1972 — Рожеві фламінго з Дівайн.
- 1975 — Шоу жахів Роккі Хоррора з Тімом Каррі в ролі бісексуала-кросдресера, Сюзен Серендон, Баррі Боствіком.
- 1977 — Несамовитий!, з Креґом Расселом[en] у ролі вигаданої версії самого себе.
- 1979 — Роуз[en], з Бетт Мідлер, відому за епізод, де персонаж Мідлер, Мері Роуз Фостер, грає в дуеті з дреґ-королевою (Кенні Саша), яка уособлює саму Фостер, на сцені дреґ-клубу.
- 1982 — Тутсі з Дастіном Гофманом, Джесікою Ленґ та Тері Гарр.
- 1982 — Віктор/Вікторія з Джулі Ендрюз.
- 1985 — Пристрасть у пилюці[en], з Дівайн.
- 1988 — Лак для волосся[en], з Дівайн (перероблений в 2007 році з Джоном Траволтою).
- 1988 — Трилогія Факельної Пісні з Гарві Фірштейном, Енн Бенкрофт та Метью Бродеріком.
- 1990 — Париж у вогні, документальна стрічка Дженні Лівінґстон, що описує культуру балу Нью-Йорка та задіяних в ній гей- і трансгендер-спільноти.
- 1991 — Веґас у космосі з Доріс Фіш, Міс Ікс, Джинджер Куест.
- 1993 — Місіс Даутфайр з Робіном Вільямсом, Саллі Філд та Пірсом Броснаном.
- 1994 — Пригоди Присцили, Королеви пустелі, з Теренсом Стемпом, Х'юго Вівінгом та Ґаєм Пірсом.
- 1995 — Вонґу Фу, дякую за все! Джулі Ньюмар, з Веслі Снайпсом, Патрік Свейзі та Джоном Леґвізамо (камея РуПол).
- 1995 — Віґсток: Фільм, документальна стрічка про щорічний музичний дреґ-фестиваль, що проходив в районі Нью-Йорку Іст Віледжі впродовж 1980-х та 1990-х років. Містить появу Леді Банні, Кристал Вотерз, Діі-Лайт, Джекі Біт, Деббі Гаррі, Лей Бавері, Джоі Аріаз та Дуелін Банкхедз. Також в стрічці охоплено гру РуПол в період його найбільшої популярності в 1990-х роках.
- 1996 — Клітка для пташок з Робіном Вільямсом, Нейтаном Лейном, Джином Гекманом та Даян Віст (римейк стрічки La Cage aux Folles 1978 року, базованої на виставі 1973 року).
- 1996 — Схиблений професор з Едді Мерфі.
- 1998 — Опівночі в саду Добра та Зла з Джоном К'юзаком, Кевін Спейсі та Леді Шаблі в ролі самого себе.
- 1999 — Бездоганні, з Філіпом Сеймуром Гофманом та Роберт Де Ніро.
- 2000 — Хата Великої Мамусі з Мартіном Лоренсом.
- 2001 — Гедвіґ та Енґрі Ітч з Джоном Кемероном Мітчелом.
- Дівчата є дівчата, режисера Річарда Дея, з Міс Коко Перу (Клінтон Луп), Іві Гарріс (Джек Плотнік) та Варла Джин Мерман (Джефрі Роберсон).
- 2003 — Вмри, мамцю, вмри! з Чарльзом Бушем, Джейсон Прістлі, Філіпом Бейкером Голлом та Наташою Лайон.
- 2004 — У шоу тільки дівчата з Нією Вардалос, Тоні Колетт та Девідом Духовни.
- 2004 — Білі Чувіхи з Шон Веянс та Марлоном Ваянсом.
- 2005 — Чумові шузи з Джоелом Едгертоном, Чувітелем Еджоором, Сарою-Джейн Потс та Ніком Фростом.
- 2005 — Рента
- 2006 — Допитливість Ченса з Тедом Гільґенбрінком та Бреттом Чукерманом.
- 2006 — Хочу бути республіканцем з Зе Кінсі Сікс, американським дреґ-квартетом.
- 2007 — Відтінок перед рожевим, стрічка про крос-дресинг, дреґ-королев та гендерні сумніви. В ролях — Кері Вудворс та Рода Джордан, гість у стрічці Джекі Біт.
- 2007 — Дівчата з Св. Трініан з Руперт Еверетт в ролі директорки школи Каміли Фріттон.
- 2009 –Тамід ото шалом, ізраїльський міні-телесеріал про дреґ Тель-Авіву, базований на піснях ізраїльського поета Свіки Пік.
- 2010 — Язіма Б'юті Салон  з комедійно-танцювальним дреґ-гуртом Язіма Б'юті Салон.
- 2011 — Великі Мамусі: Який тато, такий син з Мартіном Лоренсом та Брендоном Т. Джексоном.
- 2015 — Вбраний як дівка з Джонні Ву.
- 2016 — Вщент приголомшливі: Фільм з Джоанною Ламлі та Дженіфер Сондерз, Джоді Гарш та Ла Вуа.

## У музиці

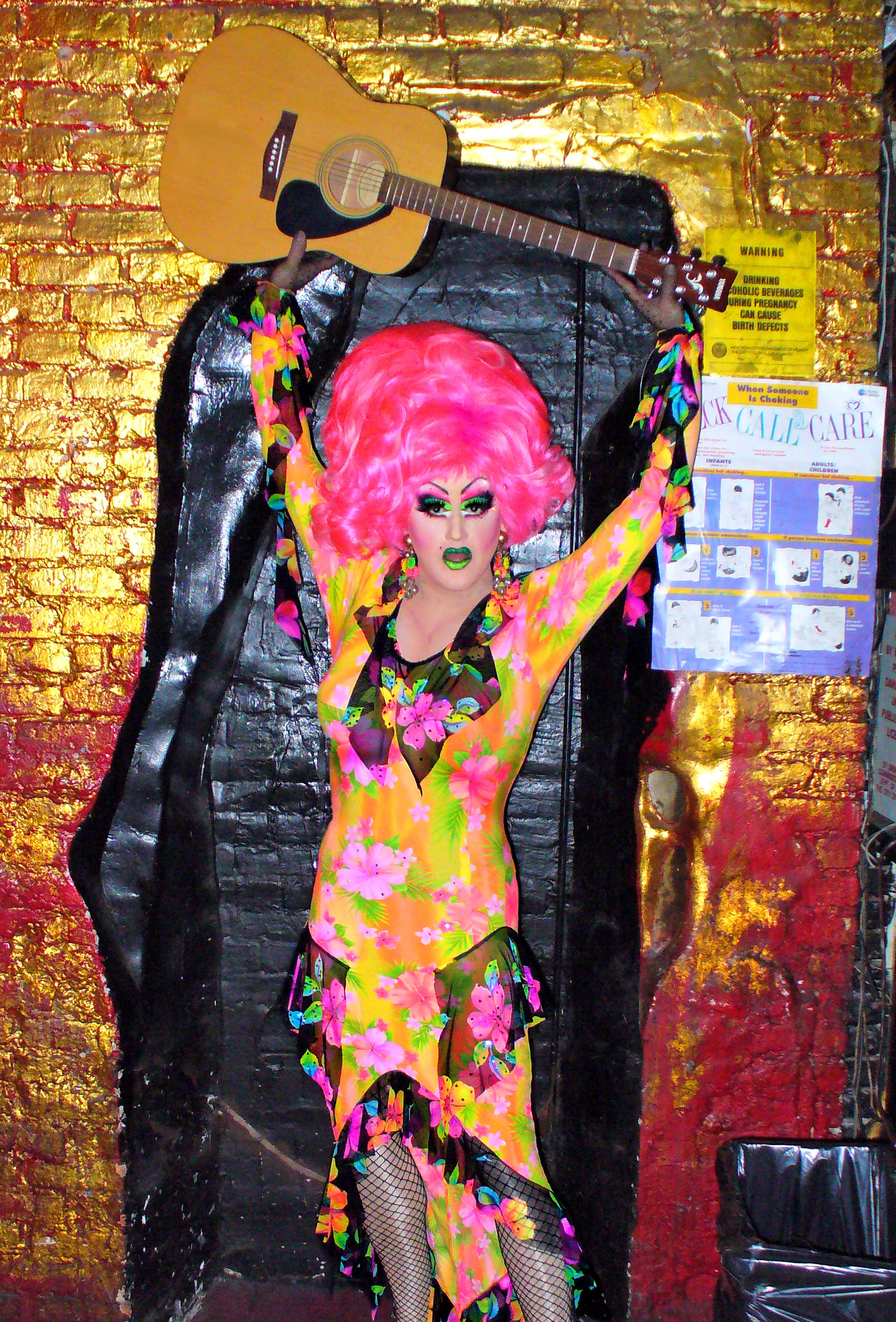
Міс Андерстуд, з'являвся в кількох стрічках та на телебаченні

Приклади пісень з посиланнями на дреґ-королев:
- «Lola», The Kinks
- «Walk on the Wild Side», Лу Рід
- «Dude (Looks Like a Lady)», Aerosmith
- «The Lady is a Vamp», Spice Girls
- «Ballad of Cleo and Joe», Сінді Лопер
- «King for a Day», Green Day
- «Cherry Lips», Garbage
- «Born This Way», Lady Gaga
- «Verbatim», Mother Mother
- «He's a Woman She's a Man», Scorpions
- «Pretty Lady», Ke$ha & Дітокс Айкант
- «Andrew in Drag», The Magnetic Fields
- «Rise Like a Phoenix», Кончіта Вурст
- «Divine», Antony and the Johnsons
- «World Top», Bear Trap
- «The End.», My Chemical Romance

## Жанри
- Дреґ-королеви низького кемпу вдаються до естетики, базованої на блазнеподібних перебільшеннях, сатирі та непристойностях. Дівайн, Міс Андерстуд, Пічез Крайст, Б'янка Дель Ріо та Гедда Леттас належать саме до такого типу. Дреґ високого кемпу полягає у втіленні жінок та реалізмі.
- Деякі дреґ-королеви займаються перебільшенням у вимірі вишуканості та моди, вдаючись до використання витончених прикрас та вечірніх суконь. Багато таких дреґ-королев втілюють певних акторок та поп-дів, на кшталт таких як Шер, Брітні Спірз, Бетт Мідлер, Мадонна, Конні Френсіс, Донна Саммер, Вітні Г'юстон, Мерая Кері, Селін Діон, Даяна Росс, Тіна Тернер, Патті Лабель, Ширлі Бессей, Джанет Джексон, Леді Ґаґа та ін.

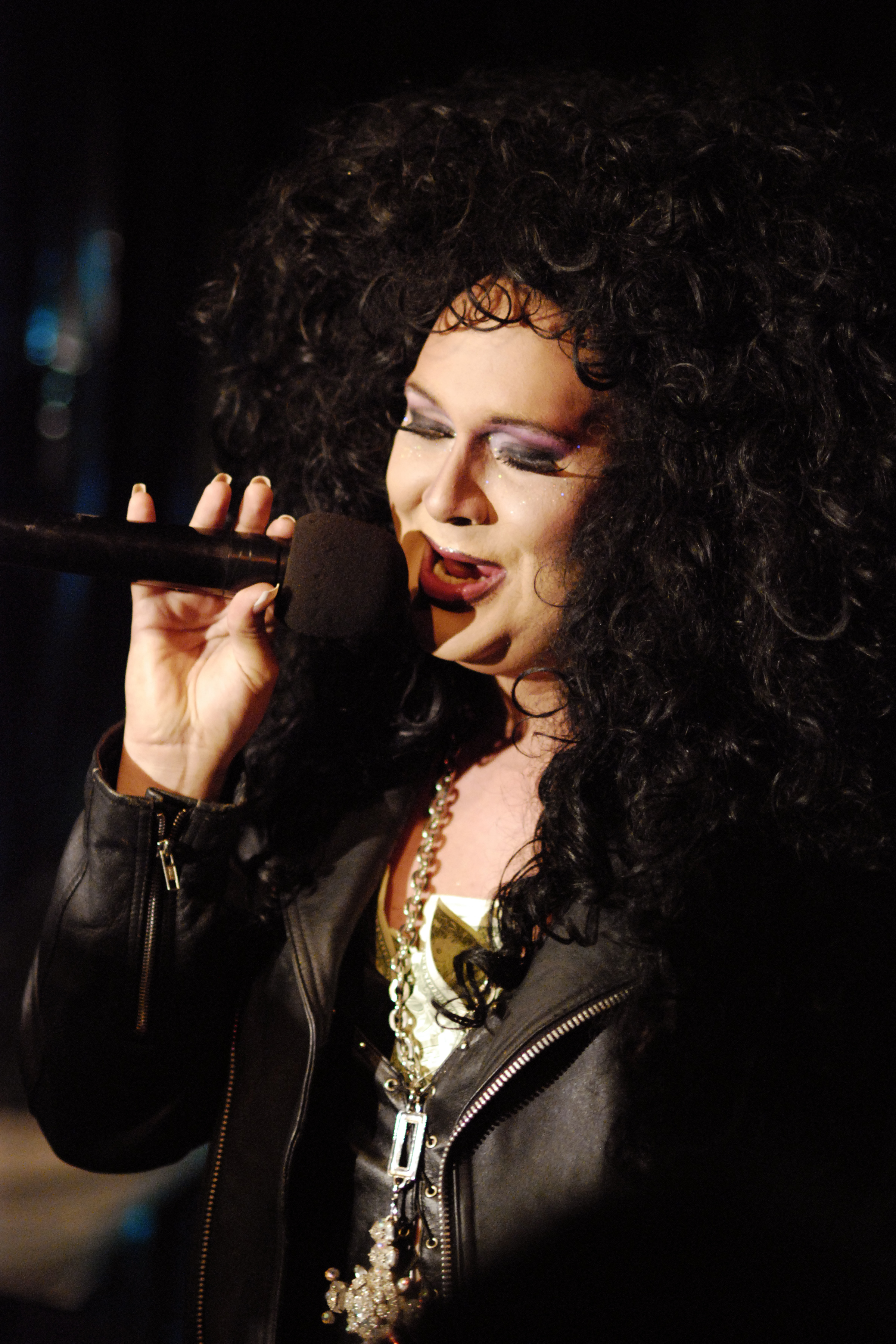
Дреґ-королева виконує уособлення гей-ікони Шер.

- Деякі дреґ-королеви здебільшого грають у так званих педжентах (з англ. pageant), тобто конкурсах краси, звідки походить і термін королева конкурсів (pageant queen). Їхня діяльність спрямована на здобуття перемог, різноманітних титулів та премій у конкурсних системах.
- Пост-модерністські дреґ-королеви, тренімали або терористичний дреґ, змішують мистецький перформанс, панк-рок, расові та соціальні проблеми у дреґу. Такі виконавці часто навмисне використовують неохайні перуки та вбрання.
- Наприкінці 20 століття групи дреґ-королев почали об'єднуватись для проведення благодійних та/або активістських виступів в межах своєї громади. Дехто з них збирає кошти для підтримки ЛГБТ, інші виходять на протести підтримки ЛГБТ прав та прав людини.

## Сприйняття в суспільстві
Дреґ становить собою урочистий аспект сучасного життя геїв. Багато гей-барів та клубів по всьому світі проводять дреґ-шоу як особливі вечірки.
Телевізійне шоу-змагання Дреґ-перегони РуПол є найбільш успішною програмою на одній з телемереж Америки. Проте, переможці цих змагань та їх учасники все ще не досягають такого ж рівня визнання, як учасники мейнстрімових реаліті-шоу.
З-поміж значно більших лесбійських, гей-, бісексуальних, трансгендерних спільнот, дреґ-королев часом критикують за їхню участь в парадах гідності та інших публічних заходах, вважаючи, що це завдає шкоди образу геїв та загальмовує ширше соціальне прийняття. В свою чергу, таку критику теж критикують за її обмеження самовираження та через заохочення думки, що існують «правильні» та «неправильні» способи бути геєм.
Розповсюдженою критикою дреґ-королев є те, що вони просувають негативні стереотипи про жінок, подібно до блекфейсу (расово образливе зображення афро-американців білошкірими виконавцями, що було популярним впродовж 19-го та початку 20-го століть). На противагу цій критиці деякі феміністки приймають дреґ саме як викривлення традиційних гендерних ролей, що кидає виклик соціальному уявленню про норми чоловічих та жіночих зовнішності та поведінки, показуючи штучність жіночності та чоловічості.